# Primasi
Le DNA primasi, anche dette semplicemente primasi, sono una particolare forma di RNA polimerasi (DNA-dipendente) (numero EC 2.7.7.6). Nelle prime fasi della replicazione del DNA, le primasi si collegano  alle elicasi per formare una particolare struttura chiamata primosoma. Queste sono attivate proprio dalle elicasi, le primasi codificano una breve molecola di RNA (detta appunto primer o "Innesco") di circa 11 ±1 nucleotidi, complementare alla molecola di DNA adiacente. Il primer o innesco viene utilizzato successivamente come punto di partenza per le DNA polimerasi.
Le primasi sono dunque importantissime per la replicazione del DNA, dal momento che non esistono DNA polimerasi in grado di iniziare la sintesi del DNA senza un primer ad RNA.